# Wak Chanil Ajaw
Wak Chanil Ajaw znana też jako Lady Six Sky (zm. 10 lub 11 lutego 741) – królowa Majów w Naranjo.
W 682 roku przybyła do Naranjo, aby z rozkazu swojego ojca B’alaj Chan K’awiila (władcy Dos Pilas) ustanowić nową dynastię. W ten sposób miasto miało stać się częścią sojuszu Calakmul-Dos Pilas. Pełniła rolę regentki i sprawowała władzę w imieniu swojego syna K’ahk’ Tiliw Chan Chaaka, który objął tron w 693 roku w wieku pięciu lat.